# Guarapo (pel·lícula)
Guarapo, és una pel·lícula de cinema rodada a les illes de Tenerife i La Gomera (Canàries) durant l'any 1988 i estrenada el 19 de maig de 1989. És la primera de la considerada actualment trilogia dels germans Ríos, reflex d'un cinema de caràcter nacional interessat a mostrar part de la història contemporània del poble canari.
La pel·lícula està ambientada a l'illa de La Gomera, durant el període de postguerra que va sobrevenir després de la Guerra Civil Espanyola (1936-1939). El seu argument gira entorn del caciquisme, la repressió franquista i la emigració il·legal de canaris cap a terres americanes, Veneçuela en aquest cas.

## Trama
Benito (Luis Suárez, actor canari), de malnom Guarapo, és un jornaler jove sense terra, que somia amb emigrar a Amèrica per obtenir un futur millor.

## Repartiment
- Luis Suárez Garcia - Guarapo
- Patricia Adriani
- José Manuel Cervino - Don Virgilio
- Juan Luis Galiardo
- Julio Gavilanes

## Premis i esments especials
Guarapo va obtenir Esment Especial del Jurat en el Festival de Cinema Iberoamericà de Huelva (1988) i va ser nominada Goya al millor director novell en els Premis Goya de 1989.